# Zhang Yudrakpa Tsöndru Drakpa
Zhang Yudrakpa Tsöndru Drakpa (1122-1193) (zhang g.yu brag pa brtson 'gru brags pa), aussi appelé Gungtang Lama Zhang (gung-thang bla-ma zhang) ou simplement “Lama Zhang,” et Lama Shang, est le fondateur de l'école Tshalpa Kagyu, une branche Kagyu du bouddhisme tibétain. 
Lama Shang Tsöndru Dragpa vivait à Tsel Gungthang (de) où furent bâtis le monastère de Tsel Yanggön (de) en 1175 puis un peu plus tard celui de Gungthang Tsuglgkhang. Il vint à méditer au monastère de Samyé où il eut nombre de visions des maîtres fondateurs, établissant une relation forte avec la divinité protectrice Péhar/Dorjé Dragden qui l'accompagna lors de son retour dans son monastère de Tsel Gungthang dont il devint ultérieurement le protecteur. 